# 最上義光歴史館
最上義光歴史館（もがみよしあきれきしかん）は、山形県山形市にある公立博物館。
服部敬雄が建設を提唱し、山形市が建設、資料の収集には山形新聞グループが協力し、山形市が出資した財団法人が管理運営にあたっている。
最上氏関連の資料を収集・保管・調査研究・展示し、最上義光と最上氏を顕彰することを目的として山形市が建設した公立博物館である。織田信長から拝領した三十八間総覆輪筋兜や鉄製指揮棒など最上義光の数少ない貴重な遺品を公開している。御城印が発売されている。

## 概要
- 1989年12月1日 - 開館。
- 1992年2月 - 収蔵庫、第二展示室、研修室及び喫茶室等を増設。
- 2009年4月1日 - 入館料が無料となる。

## 所在地
- 〒990-0046 山形県山形市大手町1-53

## 交通アクセス
- 鉄道
  - JR山形駅より徒歩約15分
- バス
  - 霞城公園前バス停留所(大手町バス停)より徒歩1分
- 自動車
  - 山形自動車道山形蔵王インターチェンジより約20分